# Hadley Caliman
Hadley Caliman (Oklahoma, 1932. január 12. – ?, 2010. szeptember 8.) amerikai szaxofonos, fuvolás.

## Pályafutása
Tízéves koráig édesanyja nevelte Idabelben, azután apjával Los Angelesbe költözött. A Jefferson High Schoolban tanult, ugyanott, ahol Dexter Gordon (szaxofonos) is. Az egyik tanára Art Farmer (trombitás) volt.
Dolgozott Earl Hinesszal, Carlos Santanával, a Grateful Deaddel, Joe Hendersonnal, Freddie Hubbarddal, Jon Hendricksszel, Earl Anderzával. Az 1960-as évek végén egy fúziós jazz együttes tagja volt. 1971-ben vette fel első szólóalbumát, majd Washington állambeli Cathlametbe költözött harmadik feleségével. Az 1990-es és 2000-es években kvartettet és kvintettet vezetett Seattle-ben.
2003-as nyugdíjazásáig a Cornish College of the Arts zenei karán dolgozott, és magánórákat adott a környékbeli zenészeknek. Seattle-be költözött, ahol negyedik feleségével.
Még három szólóalbumot rögzített.
2008-ban májrákot diagnosztizáltak nála. 2010 szeptemberében halt meg, 78 éves korában.

## Albumok
- Live and Swinging (1967)
- Everywhere (1968)
- California Soul (1968)
- Eternal Equinox 1969)
- Hadley Caliman (1971)
- Iapetus (1972)
- Projecting (1976)
- Celebration (1977)
- Gratitude (2008)
- Straight Ahead (2010)
- Reunion (2010)